# دیانا ناتالیسیو
دیانا ناتالیسیو (انگلیسی: Diana Natalicio؛ زادهٔ ۲۵ اوت ۱۹۳۹ – درگذشتهٔ ۲۴ سپتامبر ۲۰۲۱) یک سرپرست دانشگاهی آمریکایی و رئیس دانشگاه تگزاس در ال پاسو (UTEP) بود. وی همچنین برندهٔ جوایزی همچون برنامه فولبرایت شده‌ بود‌.